# Проспект Красной Армии (Сергиев Посад)
Проспект Красной Армии — центральная и главная улица города Сергиев Посад, основная магистраль, являющиеся старой трассой М8.

## Трасса
Проспект Красной Армии идёт как продолжение Московского шоссе, пересекает улицы Хотьковский проезд, Воробьёвская, Болотная, Кооперативная, Ильинская, Сергиевская, Карла Маркса, Шлякова, Бероунская, Зелёный переулок, Новоугличское шоссе, Инженерная, Матросова, Калинина, Глинки, Чайковского, Осипенко и заканчивается на пересечении с улицей Пограничной в районе Автоколонны № 1791, принадлежащей ГУП «Мострансавто», переходя в Ярославское шоссе.

## История
Первые сведения о нынешнем проспекте как о части города относятся к середине XVIII века. В то время он назывался Большедорожной улицей, которую, в свою очередь, делили на Московскую и Переславскую половины. «Водораздел» проходил по Красногорской площади, напротив Троице-Сергиевой лавры.
Вскоре после учреждения Сергиевского посада, в 1782 году, въезд в город оформили как положено: по обеим сторонам дороги насыпали валы, а проезжую часть перегородил шлагбаум с полосатой караульной будкой. За ними располагалась небольшая кузнечная площадь, где путешественники и богомольцы могли поправить свои экипажи и подковать коней. Тогда же будки с караульными появились ещё в трёх местах: по одной на Московской и Переславской половинах улицы, и одна посередине, неподалёку от Лавры.
Вплоть до конца XVIII века дорога, ведущая к Троице, была просто земляной. Мостились лишь отдельные болотистые участки — например, на склонах Кончуры. Историк Константин Филимонов указывает, что в 1753 году, к приезду императрицы Елизаветы Петровны, городские власти планировали замостить Московскую часть улицы брёвнами шириной 4,5 аршина (чуть больше 3 метров), а подъём к Лавре — камнем, но дело кончилось ничем. К концу столетия улицу полностью замостили брёвнами, ширина проезжей части составляла около 10 метров.
В 1845 году государство взяло заботу об улице в свои руки: вся Переславская дорога, и Большедорожная улица как её часть были замощены плотной смесью песка и щебня.
Административный центр посада располагался приблизительно между современными улицами 1-я Рыбная и Кооперативная. В конце XVIII века здесь размещались деревянные здания ратуши и начального училища. Столетие спустя, в 1877 году, рядом было построено каменное здание мужской прогимназии (сегодня там филиал школы № 14).
Проспект Красной Армии обрёл своё нынешнее имя в 1934 году. Его прежний «патриархальный» облик с двухэтажными особнячками вдоль всей улицы был практически утрачен в результате реконструкции 1960-70 годов. Сегодня это современная городская улица.